# Suru
Der Suru, auf alten Landkarten Karcha Nar, ist ein etwa 158 km langer rechter Nebenfluss des Shingo im indischen Unionsterritorium Ladakh.

## Verlauf
Der Suru wird vom Pensilungpa-Gletscher im Himalaya westlich des Pensi-La-Passes gespeist. Er fließt anfangs nach Norden, wendet sich dann nach Westen. Die Straße Kargil – Padum führt westlich vom Pensi La entlang dem Flusslauf. Der Suru fließt nördlich am Nun-Kun-Massiv vorbei und dreht nach Norden. Er passiert die Orte Tongul, Panikhar, Sankoo, Saliskote und Minjee. Der Suru durchfließt den Distrikthauptort Kargil und mündet nach weiteren 5 km in den Shingo, der wiederum nach weiteren knapp 23 Kilometern auf den Indus trifft. Der Suru entwässert ein etwa 4365 km² großes Areal.